# .hack//SIGN
.hack//SIGN è un anime di 26 episodi del 2002 dello studio Bee Train, appartenente al progetto multimediale .hack. Successivamente sono stati pubblicati altri 3 episodi come OAV disponibili solo in DVD: Intermezzo, Unison e GIFT.
In Italia la serie conta 28 episodi localizzati, mentre il 29 risulta ancora inedito. Il primo episodio della serie è stato trasmesso dall'emittente MTV durante l'anime week il 10 settembre 2005. La serie è stata trasmessa interamente dal 3 aprile 2008 al 25 settembre 2008 dal canale satellitare AXN nel blocco Animax. Nel 2005 la serie è stata pubblicata su 7 DVD dalla Beez Entertainment.
.hack//SIGN precede gli eventi narrati nei videogiochi del progetto .hack e nella serie .hack//Liminality.

## Trama

### Antefatto
Nel 2005 il virus noto come "Pluto's Kiss" causò la distruzione delle reti informatiche nel mondo. Come diretta conseguenza ci fu un inasprirsi dei controlli delle autorità sulle attività in rete. Dopo due anni però, con la nascita del MMORPG The World sembrò che tutti i problemi fossero stati risolti. Alcuni additarono come responsabile del precedente virus proprio la CyberConnect, società produttrice del gioco, che attraverso questa manovra si sarebbe garantita un'immensa fetta di mercato. In ogni caso ogni polemica cessò quando The World divenne un vero e proprio fenomeno di massa, con milioni di utenti connessi in tutto il mondo.

### .hack//SIGN
Tsukasa è un giovane che si ritrova in un dungeon all'interno di The World. Sembra piuttosto smarrito e appena incontra Mimiru, una giovane giocatrice, fugge via. In seguito i due si incontrano nuovamente e a questo punto Mimiru viene a sapere che il ragazzo non è in grado di eseguire il log out, ovvero di uscire dal gioco e ritornare alla propria vita. Catalogato inizialmente come un evento impossibile dalla ragazza e da Bear, un altro giocatore, la notizia di questo strano giocatore arriva alle orecchie di Subaru e del gruppo dei Cavalieri Scarlatti, che controllano le attività degli utenti nel gioco. In breve tempo si forma un gruppo di giocatori intenti a sbrogliare la matassa di misteri che circondano questa disfunzione del programma. In particolare, dalle investigazioni di Bear, si scopre che Tsukasa in realtà nel mondo esterno è una ragazzina che in passato ha subito maltrattamenti e che giace in coma in un ospedale.
Nel frattempo Tsukasa viene accolto in una zona segreta del videogioco, in cui la sua sola compagna è una bambina di nome Aura, immobile e fluttuante sopra un letto. Di tanto in tanto un'entità invisibile di nome Morgana, che sembra l'artefice del bug che affligge The World, si mette in contatto con lui e gli chiede di rimanergli fedele. Qui incontra anche un buffo personaggio felino, Maha, che sembra volergli fare da supporto morale. Ma Tsukasa è combattuto, non sa decidere se vuole rimanere intrappolato per sempre nella Rete, nella sua nuova casa, o tornare alla propria vita. Ma quando Morgana sente di non aver più nessun potere su di lui, decide di annientarlo e lo lascia in uno stato catatonico da cui comunque riuscirà in seguito ad uscire.
Subaru, Bear, Mimiru e altri giocatori intenti a cercare il modo di far disconnettere Tsukasa dalla Rete, scoprono verità inaspettate dietro la leggenda della Key of the Twilight ("Chiave del Crepuscolo"), e aperto un portale segreto anche grazie all'aiuto della hacker Helba, si ritrovano in un'area sottosopra in cui trovano l'immagine del creatore del gioco, ovvero Harald Hörwick. Qui comprendono che il risveglio di Aura è direttamente collegato al log out di Tsukasa e quindi alla distruzione di Morgana. Dopo diversi combattimenti e colpi di scena, Aura riesce finalmente ad essere risvegliata, ma questo non ha alcun risvolto su Tsukasa e Morgana. Quest'ultima però riesce a seguire il gruppo all'interno di un'area segreta composta dagli scarti del gioco e tenta di annientare tutti i giocatori con Skeith, ma l'intervento dell'hacker Helba resetta la zona di gioco e finalmente Tsukasa si riprende dal coma.

## Personaggi
Tsukasa (司?), nome reale An Shōji (荘司杏?, Shōji An)
Personaggio principale della storia, si ritrova spaesato in The World senza riuscire a disconnettersi. Viene subito preso in esame dai cavalieri e la sua stessa esistenza è ritenuta illegale. Gli viene fornito un Guardiano da Maha e Morgana, che gli chiedono assoluta fedeltà in cambio di protezione, ma ben presto si allea con altri giocatori nella ricerca di un'uscita per lui dal mondo della rete. Scopre così di essere in coma nel mondo reale e di essere una ragazza. Dopo il risveglio finale, la ragazza incontra Subaru fuori dall'ospedale e viene adottata da Bear (suo padre infatti era un violento e sua madre era morta tempo prima).
Doppiato da: Mitsuki Saiga (ed. giapponese), Alessandro Quarta (ed. italiana)
Subaru (昴?), nome reale Mariko Misono (御園真理子?, Misono Mariko)
A capo dei Crimson Knights ("Cavalieri Scarlatti"), ordine che sorveglia le attività della Rete, si interessa particolarmente alla situazione di Tsukasa. Per questo viene attaccata dal suo stesso gruppo che crede che Subaru stia dalla parte di un personaggio illegale. A questo punto scioglie il gruppo e si unisce a Bear e Mimiru alla ricerca di una possibile soluzione all'enigma. Col tempo il legame tra lei e Tsukasa diventa sempre più forte. Subaru è una vigilante e il suo personaggio non è molto forte perché non ha mai combattuto molto nei dungeon. All'esterno è una ragazza bloccata su una sedia a rotelle e questa sua condizione probabilmente la spinge a provare una forte simpatia per Tsukasa.
Doppiata da: Kaori Nazuka (ed. giapponese), Tatiana Dessi (ed. italiana)
Mimiru (ミミル?), nome reale sconosciuto
È una ragazzina vivace e schietta ed è la prima ad incontrare Tsukasa e ad interessarsi al suo caso, arrivando ad aspettarlo per ore nella Rete senza fare nient'altro. All'esterno Mimiru è una studentessa vicina all'esame di maturità e sembra viva a Tokyo.
Doppiata da: Megumi Toyoguchi (ed. giapponese), Francesca Manicone (ed. italiana)
Bear (ベア?, Bea), nome reale Ryō Sakuma (佐久間亮?, Sakuma Ryō)
Un giocatore di 47 anni amico di Mimiru e BT interessato al caso di Tsukasa. Il suo interesse si spinge anche nel mondo esterno in cui investiga per conto proprio e scopre la verità sul giocatore, ovvero che si trova in coma in un ospedale e che in realtà è una ragazza. Dichiara quindi successivamente di volere adottare Tsukasa una volta fuori da The World, spinto probabilmente dal senso di frustrazione dovuto al fatto di non essere riuscito ad occuparsi a dovere del suo vero figlio.
Doppiato da: Kazuhiro Nakata (ed. giapponese), Giorgio Locuratolo (ed. italiana)
BT, nome reale Machiko (まちこ?)
BT è un personaggio che forma alleanze solo per raggiungere uno scopo. Per questo sembra poco affidabile e alla fine si allea con Sora per la ricerca della Chiave del Crepuscolo. Sembra comunque sia quella a cui sta meno a cuore la storia di Tsukasa e vede il giocatore soltanto come un mezzo per ottenere un qualche potere. Fuori da The World ha incontrato diverse volte Bear e ha chiesto anche un appuntamento a Crim. È una ex modella che ha dato il nome al suo personaggio partendo dalle lettere del nome di un panino BLT (Bacon, Lettuce ("lattuga"), Tomato ("pomodoro")), togliendo la L di Lettuce, ortaggio che odia.
Doppiata da: Kazuhiro Hiramatsu (ed. giapponese), Maura Cenciarelli (ed. italiana)
Sora (楚良?), nome reale Ryō Misaki (三崎亮?, Misaki Ryō)
È un killer di giocatori e viene tollerato dai cavalieri e da Subaru solo perché altamente abile e sempre informato sugli avvenimenti concernenti Tsukasa. È piuttosto nevrotico e inaffidabile, si mette con BT alla ricerca della Chiave del Crepuscolo per diventare più forte. Alla fine comunque decide di salvare Tsukasa e abbandonare Morgana, ma questo fa infuriare l'entità che non gli permette più di disconnettersi dal gioco e assimila i suoi dati attraverso Skeith.
Doppiato da: Hiroshi Yanaka (ed. giapponese), Francesco Meoni (ed. italiana)
Silver Knight (銀漢?, Ginkan), nome reale sconosciuto
Secondo a Subaru, è il capo dei Cavalieri Scarlatti. Possiede un forte senso di giustizia e ordine e questo lo porta a scontrarsi con il volere di Subaru. Per lui infatti la ragazza ha preso la strada dell'illegalità affiancando Tsukasa. Viene scoperto durante la serie che Ginkan ha solo 23 anni e che lavora part time in un video store. Rimane comunque fino alla fine estremamente protettivo nei confronti di Subaru e alcuni giocatori ironizzano sul fatto che in realtà il cavaliere è geloso di Tsukasa.
Doppiato da: Isshin Chiba (ed. giapponese), Roberto Draghetti (ed. italiana)
Crim (クリム?, Kurimu), nome reale sconosciuto
Ex membro e fondatore con Subaru dei Cavalieri Scarlatti, rimane il miglior amico della ragazza. È sempre disponibile ed è molto abile nel combattimento, abilità che lo porterà a sconfiggere anche Sora. All'esterno è un uomo d'affari che viaggia spesso per lavoro. È l'unico all'inizio a sapere che Subaru è invalida e nonostante il suo spirito protettivo nei suoi confronti tenta sempre di indirizzare la ragazza verso la strada per diventare più forte, spronandola a non fuggire davanti alle difficoltà.
Doppiato da: Shinichiro Miki (ed. giapponese), Francesco Bulckaen (ed. italiana)
Maha (マハ?)
Un'intelligenza artificiale somigliante ad un gatto che tenta di aiutare Tsukasa. La sua voce non è udibile da tutti. Sembra sia l'unico personaggio a conoscere diversi retroscena inerenti Aura, Morgana e Tsukasa e ha diversi poteri particolari come quello di fluttuare.
Doppiata da: Minami Takayama (ed. giapponese)
Harald Hörwick (ハロルド・ヒューイック?, Harorudo Hyūikku)
Creatore di The World. Deluso dalla propria esperienza di padre decide di creare Aura, un'intelligenza artificiale, come sua figlia all'interno del gioco, sorvegliata da un'altra intelligenza dal nome di Morgana. Ha lasciato diverse sue registrazioni all'interno di The World.
Doppiato da: Takumi Yamazaki (ed. giapponese), Franco Mannella (ed. italiana)
Morgana (モルガナ?, Morugana)
Creata come intelligenza artificiale per aiutare lo sviluppo di Aura, utilizzando le otto fasi per provvedere al suo nutrimento tramite pensieri, emozioni e altri dati dai giocatori di The World e per insegnarle cosa rende un'entità "umana", Morgana si è resa conto che la nascita di Aura sarebbe la sua morte, poiché, finito il suo lavoro, diventerebbe inutile. A questo punto Morgana ha legato Tsukasa ad Aura in modo da frenare l'evoluzione della bambina e crescere indisturbata.
Doppiata da: Rie Tanaka (ed. giapponese), Selvaggia Quattrini (ed. italiana)
Aura (アウラ?)
Figlia digitale di Harald, diventa connessa a Tsukasa attraverso l'azione di Morgana, al punto in cui i sentimenti di Tsukasa arrivano a costituire le direttive per lo sviluppo della piccola. Continua ad esistere in un'area accessibile solo a Tsukasa e Maha, area che cambia in base ai sentimenti dello stesso Tsukasa.
Doppiata da: Maaya Sakamoto (ed. giapponese)
Helba (ヘルバ?, Heruba), nome reale sconosciuto (alcuni sostengono possa essere "Asaba", un personaggio di .hack//Liminality)
Un hacker di The World in grado di controllare il programma e creare intere zone segrete. Si interessa alla storia di Tsukasa esclusivamente perché sa che costituisce un'anomalia per il videogioco e per risolverla decide di aiutare il gruppo.
Doppiata da: Yumi Tōma (ed. giapponese), Barbara Berengo Gardin (ed. italiana)
A-20
Giovane giocatrice che incontra Mimiru sulla propria strada. Mimiru decide di aiutarla e in cambio scoprirà i motivi per cui anche lei vuole giocare in The World.
Doppiata da: Atsuko Enomoto (ed. giapponese)
Balmung (バルムンク?, Barumunku)
Personaggio principale dei giochi della serie .hack, appare nell'anime soltanto una volta verso la fine della serie, nonostante viene menzionato di continuo da Subaru. È un personaggio leggendario che sembra avere sconfitto un mostro imbattibile che aveva attaccato Subaru. Conosciuto con Orca come uno dei Discendenti di Fianna.
Doppiato da: Nobuyuki Hiyama (ed. giapponese)
Orca (オルカ?, Oruka), nome reale sconosciuto (nel gioco hack//infection viene chiamato Yasuhiko)
Come Balmung non compare mai nella serie animata (se non in Unison e Gift) ed è considerato un personaggio leggendario all'interno del gioco.
Doppiato da: Yasunori Masutani (ed. giapponese), Achille D'Aniello (ed. italiana)

## Componente yuri
La componente yuri in .hack//SIGN ruota intorno ai giocatori dei personaggi virtuali Tsukasa e Subaru. Infatti, nel mondo reale, Tsukasa è mosso da una ragazza - An Shōji (荘司杏?) - così come lo è Subaru - Mariko Misono (御園真理子?). In principio, e dentro "The World", Tsukasa sostiene di essere un ragazzo in quanto la sua memoria è stata alterata da Morgana. Sul finale della serie, comunque, inizia a dubitare della sua stessa natura, chiedendo a Subaru se nonostante ciò desidera pur sempre incontrarla fuori dal mondo virtuale.
Posteriore alla serie, ma strettamente collegato a .hack//SIGN è il romanzo .hack//Zero. Proprio in questo romanzo compaiono per la prima volta i nomi delle due protagoniste e il decimo capitolo del libro racconta le vicende di An dopo il risveglio dal coma. Seguendo il suggerimento di Bear, An frequenta in seguito una scuola al di fuori del Giappone e per tale motivo non può vedere Mariko così come in realtà entrambe vorrebbero. Tale situazione è raccontata dal punto di vista di Mariko e per definire il secondo incontro delle due ragazze, al di fuori di "The World", viene utilizzato il termine ōse (逢瀬?), letteralmente "appuntamento romantico", a testimonianza della natura omosessuale del loro rapporto al di fuori del gioco.

## Lista degli episodi
| Nº                    | Titolo italiano Giapponese 「Kanji」 - Rōmaji                          | In onda           | In onda           |
| Nº                    | Titolo italiano Giapponese 「Kanji」 - Rōmaji                          | Giapponese        | Italiano          |
| Serie TV (26 episodi) |                                                                        |                   |                   |
| 1                     | Gioco di Ruolo 「Role Play （ロールプレイ）」 - rorupurei              | 4 aprile 2002     | 10 settembre 2005 |
| 2                     | Il guardiano 「Guardian （ガーディアン）」 - gadeian                   | 11 aprile 2002    | 10 aprile 2008    |
| 3                     | Dicerie 「Folklore （伝承）」 - denshō                                 | 18 aprile 2002    | 17 aprile 2008    |
| 4                     | Ricercato 「Wanted （指名手配）」 - shimeitehai                        | 24 aprile 2002    | 24 aprile 2008    |
| 5                     | La cattura 「Captured （虜囚）」 - toriko shū                          | 1º maggio 2002    | 1º maggio 2008    |
| 6                     | L'incontro 「Encounter （エンカウント）」 - enkaunto                   | 8 maggio 2002     | 8 maggio 2008     |
| 7                     | Ragioni 「Reason （理由）」 - riyū                                     | 15 maggio 2002    | 15 maggio 2008    |
| 8                     | La promessa 「Promise （約束）」 - yakusoku                            | 22 maggio 2002    | 22 maggio 2008    |
| 9                     | Epitaffio 「Epitaph （エピタフ）」 - epitafu                           | 29 maggio 2002    | 29 maggio 2008    |
| 10                    | Compensazione 「Compensation （代償行為）」 - daishō kōi               | 5 giugno 2002     | 5 giugno 2008     |
| 11                    | La squadra 「Party （パーティー）」 - patei                            | 12 giugno 2002    | 12 giugno 2008    |
| 12                    | Grovigli 「Entanglement （錯綜）」 - sakusō                            | 19 giugno 2002    | 19 giugno 2008    |
| 13                    | L'occhio del crepuscolo 「Twilight Eye （黄昏の眼）」 - tasogare no me | 26 giugno 2002    | 26 giugno 2008    |
| 14                    | Il castello 「Castle （逆城都市）」 - gyaku shiro toshi                | 3 luglio 2002     | 3 luglio 2008     |
| 15                    | La prova 「Evidence （証）」 - shō                                     | 10 luglio 2002    | 10 luglio 2008    |
| 16                    | Abisso 「Depth （深淵）」 - shin'en                                    | 17 luglio 2002    | 17 luglio 2008    |
| 17                    | Il conflitto 「Conflict （コンフリクト）」 - konfurikuto               | 24 luglio 2002    | 24 luglio 2008    |
| 18                    | La dichiarazione 「Declaration （宣言）」 - sengen                     | 31 luglio 2002    | 31 luglio 2008    |
| 19                    | Ricordi 「Recollection （追憶）」 - tsuioku                            | 7 agosto 2002     | 7 agosto 2008     |
| 20                    | Tempesta 「Tempest （嵐）」 - arashi                                   | 14 agosto 2002    | 14 agosto 2008    |
| 21                    | Disperazione 「Despair （絶望）」 - zetsubō                            | 21 agosto 2002    | 21 agosto 2008    |
| 22                    | Il fantasma 「Phantom （幽霊）」 - yūrei                               | 28 agosto 2002    | 28 agosto 2008    |
| 23                    | La vigilia 「The Eve （前夜）」 - zen'ya                               | 4 settembre 2002  | 4 settembre 2008  |
| 24                    | La cyber-discarica 「Net Slum （ネットスラム）」 - nettosuramu         | 18 settembre 2002 | 11 settembre 2008 |
| 25                    | Catastrofe 「Catastrophe （カタストロフ）」 - katasutorofu             | 18 settembre 2002 | 18 settembre 2008 |
| 26                    | Il ritorno 「Return （帰還）」 - kikan                                 | 25 settembre 2002 | 18 settembre 2008 |
| OAV (3 episodi)       |                                                                        |                   |                   |
| 27                    | Intermezzo 「Intermezzo （間奏曲）」 - kansōkyoku                      | 2002              | 25 settembre 2008 |
| 27                    | Episodio incentrato su Mimiru.                                         |                   |                   |
| 28                    | Unisono 「Unison （ユニゾン）」 - yunizon                              | 2003              | 25 settembre 2008 |
| 28                    | Episodio che segue il videogioco .hack//QUARANTINE.                    |                   |                   |
| 29                    | GIFT                                                                   | 2003              | inedito           |
| 29                    | Episodio in stile super deformed non collegato ad alcuna serie.        |                   |                   |

## Musica

### Sigle
- Apertura: Obsession di See-Saw . Musica, parole e arrangiamenti di Yuki Kajiura;
- Chiusura: Yasashii Yoake (優しい夜明け) by See-Saw. Musica, parole e arrangiamenti di Yuki Kajiura.

### Musiche
| #  | Titolo                                       |
| -- | -------------------------------------------- |
| 1  | Yasashii Yoake                               |
| 2  | The World (voce di Emily Bindiger)           |
| 3  | Kiss                                         |
| 4  | Key of The Twilight (voce di Emily Bindiger) |
| 5  | Valley of Mist                               |
| 6  | Where The Sky is High                        |
| 7  | Fake Wings (voce di Emily Bindiger)          |
| 8  | Interlude                                    |
| 9  | Fear                                         |
| 10 | Aura (voce di Emily Bindiger)                |
| 11 | Before Dawn                                  |
| 12 | Foreigners                                   |
| 13 | BT                                           |
| 14 | A Stray Child (voce di Emily Bindiger)       |
| 15 | Sit Beside me                                |
| 16 | Magic and Sword                              |
| 17 | A Bit of Happiness                           |
| 18 | Silent Life                                  |
| 19 | Obsession (TV-mix)                           |

| #  | Titolo                                            |
| -- | ------------------------------------------------- |
| 1  | Open your Heart (voce di Emily Bindiger)          |
| 2  | Smallest Delight                                  |
| 3  | Labyrinth                                         |
| 4  | In the Land of Twilight, Under the Moon           |
| 5  | In your Mind                                      |
| 6  | Bear                                              |
| 7  | Echoes                                            |
| 8  | Cyber-Slum                                        |
| 9  | Strangers                                         |
| 10 | Where you Are                                     |
| 11 | Limits                                            |
| 12 | Broken Wings                                      |
| 13 | Mimiru (voce di Yuriko Kaida)                     |
| 14 | Useless Chatting                                  |
| 15 | Secret Project                                    |
| 16 | Say Goodbye                                       |
| 17 | To Nowhere (voce di Emily Bindiger)               |
| 18 | End of The World                                  |
| 19 | Das Wandern (voce di Yuriko Kaida)                |
| 20 | Open your Heart～reprise (voce di Emily Bindiger) |

| #  | Titolo                                                    |
| -- | --------------------------------------------------------- |
| 1  | Obsession                                                 |
| 2  | Warp (voce di Yuriko Kaida)                               |
| 3  | Fake Wings bitter sweet version (voce di Emily Bindiger)  |
| 4  | Rain and Storm                                            |
| 5  | Aura evil version (voce di Emily Bindiger)                |
| 6  | Morganna                                                  |
| 7  | Deep Despair                                              |
| 8  | Suspense & Mystery                                        |
| 9  | Fake Wings make decision version (voce di Emily Bindiger) |
| 10 | Who am I?                                                 |
| 11 | Digital Monsters                                          |
| 12 | Aura Awakening version                                    |
| 13 | Morganna Tolerance version                                |
| 14 | Distrust                                                  |
| 15 | The World extra version (voce di Emily Bindiger)          |
| 16 | attack07                                                  |
| 17 | A bit of happiness                                        |
| 18 | bridge01                                                  |
| 19 | bridge02                                                  |
| 20 | bridge03                                                  |
| 21 | bridge04                                                  |
| 22 | bridge05                                                  |
| 23 | bridge06                                                  |